# Magnetic Resonance in Chemistry
Magnetic Resonance in Chemistry (abrégé en Magn. Reson. Chem. ou MRC) est une revue scientifique mensuelle à comité de lecture qui publie des articles de recherche dans le domaine des techniques de résonance magnétique nucléaire et de leurs applications à la chimie.
D'après le Journal Citation Reports, le facteur d'impact de ce journal était de 1,226 en 2015. Actuellement, les éditeurs en chef sont Roberto R. Gil et Gary E. Martin . Le journal s'est doté en 2016 d'un Associate Editorial Board (responsable Patrick Giraudeau).

## Histoire
Au cours de son histoire, le journal est paru sous différents noms :
- Organic Magnetic Resonance, 1969-1984  (ISSN 0030-4921)
- Magnetic Resonance in Chemistry, 1985-en cours  (ISSN 0749-1581)